# Botanischer Garten Dresden

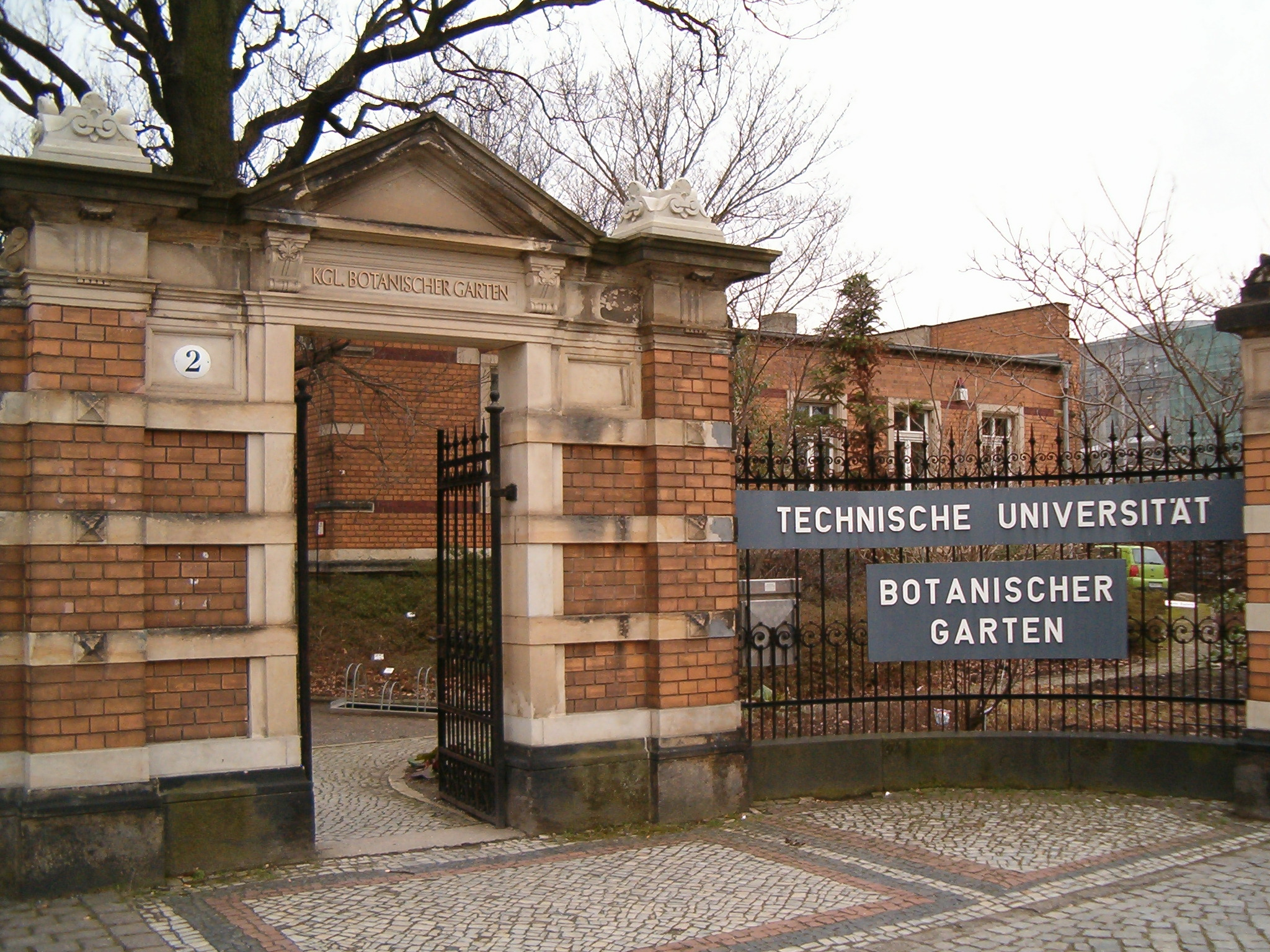
Botanischer Garten Dresden, Eingang

Lage des Botanischen Gartens am nördlichen Rand des Großen Gartens, neben der der Gläsernen Manufaktur.

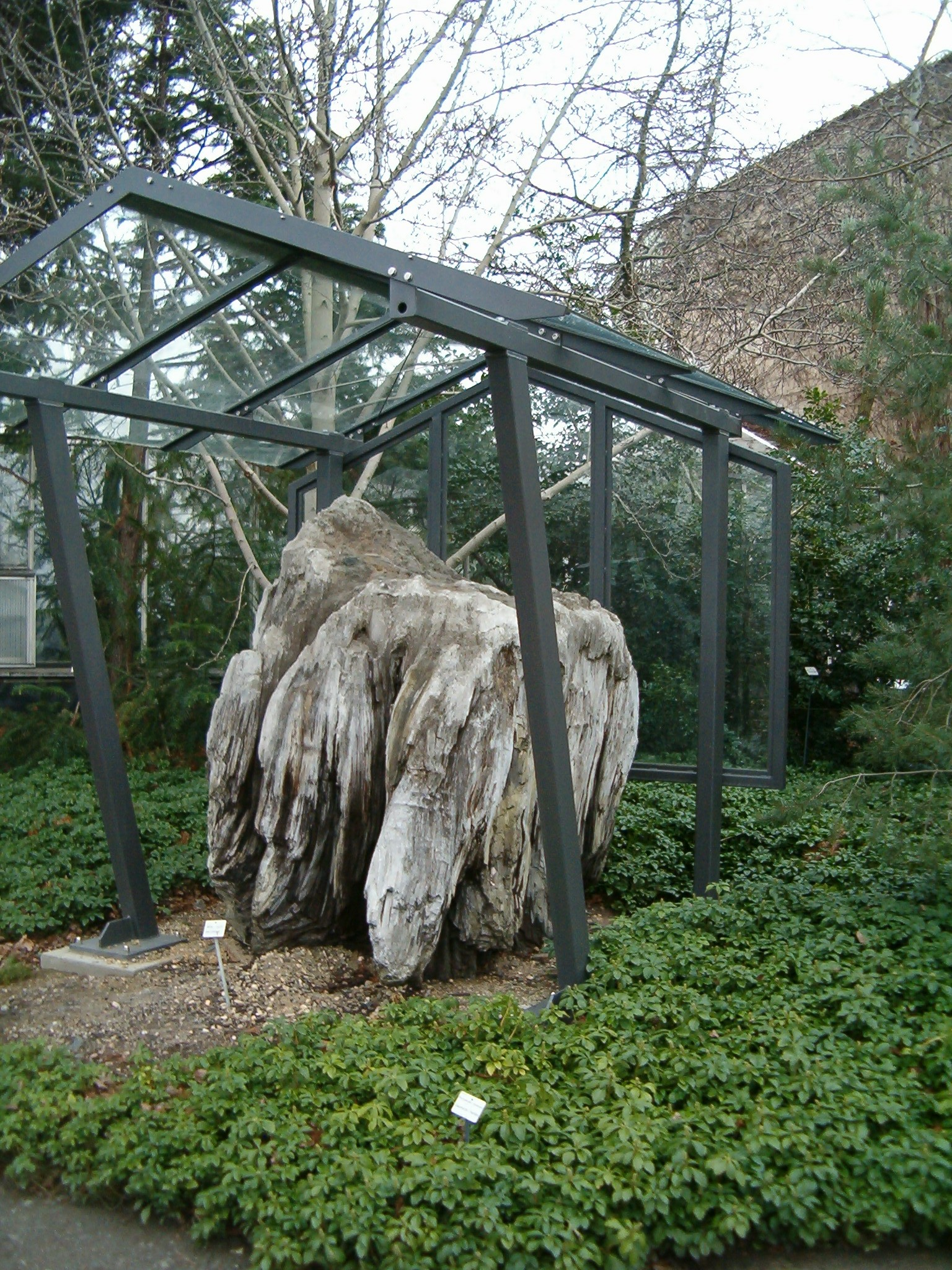
Verkieselter Baumstumpf

Der Botanische Garten Dresden wurde 1820 von Heinrich Gottlieb Ludwig Reichenbach gegründet und befand sich ursprünglich am Hasenberg. Die Anlage im Großen Garten wurde 1893 eröffnet und ist seit 1949 eine Einrichtung der Technischen Universität Dresden. Er beheimatet etwa 10.000 Pflanzenarten.

## Lage
Der Botanische Garten liegt in der Nordwestecke des Großen Gartens neben der Gläsernen VW-Manufaktur an der Stübelallee. Er ist etwa 2 km vom historischen Stadtzentrum entfernt und mit dem Öffentlichen Personennahverkehr von dessen Haltestelle Straßburger Platz aus zu Fuß zu erreichen.
Die Fläche des Botanischen Gartens umfasst etwa 3,25 Hektar.
2024 besuchten 121.700 Gäste den Garten.

## Gliederung der Anlagen

### Freiland

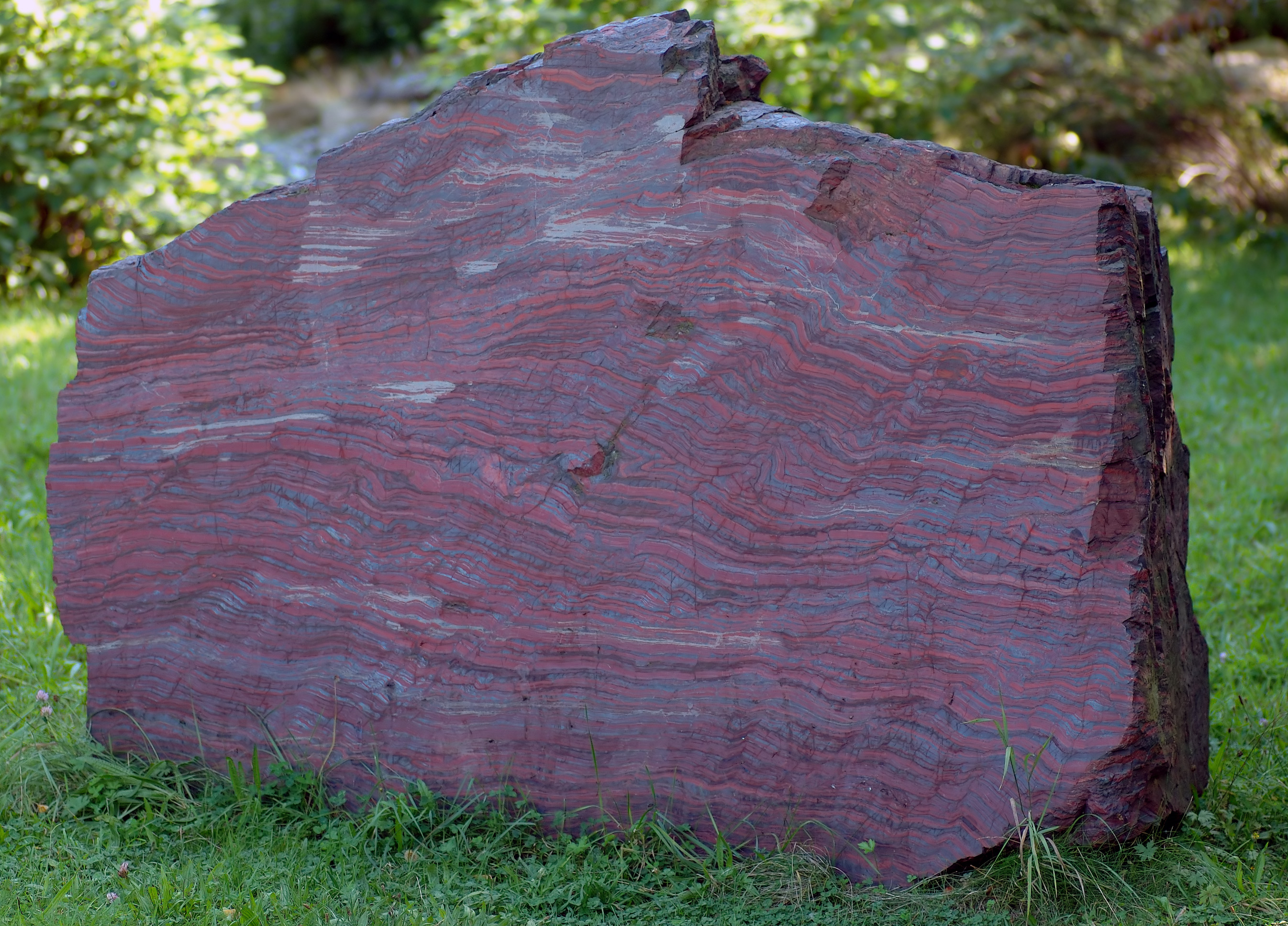
Gesteinsblock mit Bändereisenerz

Weite Bereiche des Freilandgeländes und die Gewächshäuser des Botanischen Gartens sind seit Oscar Drude nach pflanzengeographischen Gesichtspunkten gegliedert. Vor dem Großen Tropenhaus befinden sich lebende Fossilien (gleiche oder verwandte Arten gab es in der mitteleuropäischen Tertiärflora), anschaulich ergänzt wird dies durch mächtige fossile Baumreste. Die Morphologische Abteilung zeigt pflanzliche Anpassungen an verschiedene Umweltfaktoren. Die Systematische Abteilung stellt die botanischen Verwandtschaftsverhältnisse dar. Im Sommerhalbjahr beeindruckt eine umfangreiche Sammlung einjähriger Pflanzen. Es gibt eine Sammlung von Heil- und Gewürzpflanzen.
Neben Pflanzen und im Perm verkieselten Baumstümpfen und anderen versteinerten Überresten von Pflanzenteilen aus der Frühzeit unseres Planeten ist im Freiland des Botanischen Gartens auch ein 2,1 Milliarden Jahre alter Gesteinsblock mit Bändereisenerz ausgestellt. Der Gesteinsblock ist 8,5 Tonnen schwer, zwei Meter hoch, drei Meter breit, einen Meter tief und wurde in Nordamerika gefunden.

### Gewächshäuser
Drei Schaugewächshäuser geben einen Einblick in die Flora tropischer und subtropischer Gebiete.
Etwa 3000 Pflanzenarten sind in den Gewächshäusern untergebracht. Mit den fünf Anzuchthäusern beträgt die Gewächshausfläche etwa 1000 m². Für den Besucher zugänglich sind drei einzeln stehende Schaugewächshäuser: Das Amerika-Tropenhaus beherbergt im hinteren Bereich Pflanzenarten aus den Regenwäldern der Neotropis, und im Victoria-cruziana-Bereich sind im Winterhalbjahr Kübelpflanzen untergebracht. Das Große Tropenhaus (Paläotropis) ist gegliedert in einen Bereich mit der tropischen Flora Asiens und Afrikas sowie eine Aquarienabteilung mit Wasserpflanzenarten. Das Sukkulenten-Haus stellt im Eingangsbereich Orchideen und fleischfressende Pflanzen aus, danach gelangt der Besucher zu den Pflanzenarten der ariden Gebiete Afrikas und Amerikas.

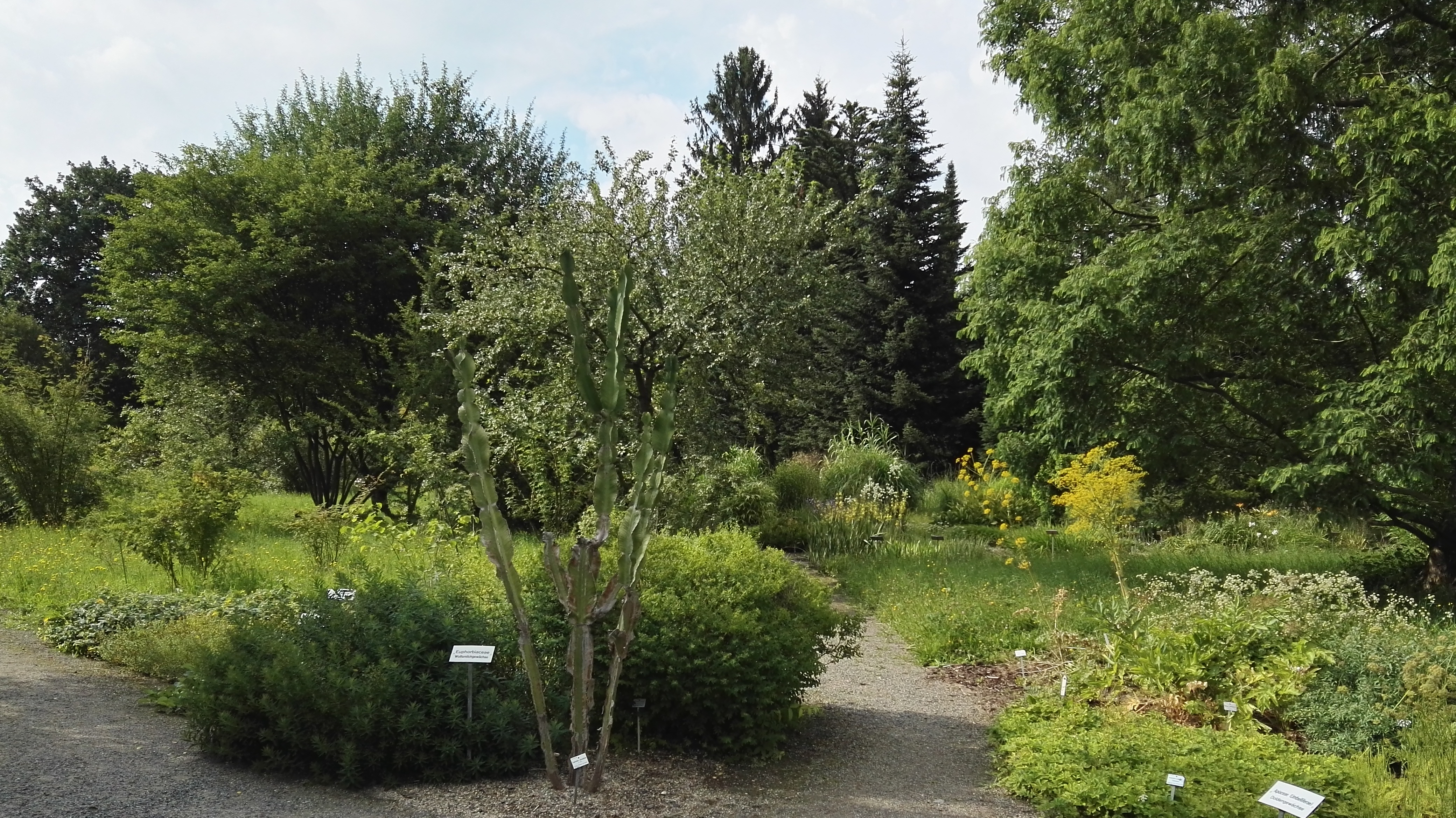
Freiland, geographische Abteilung
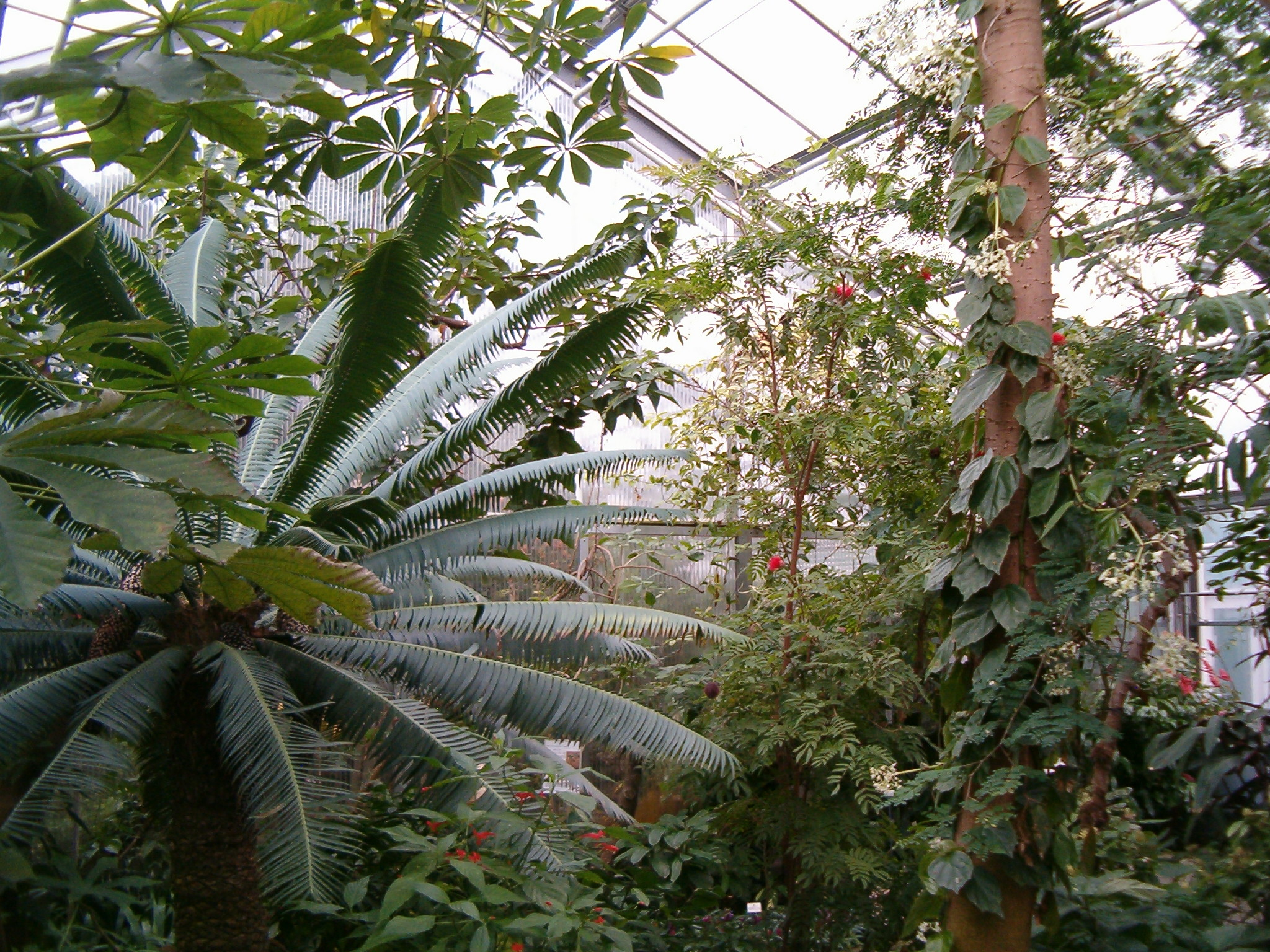
Regenwälder Amerikas
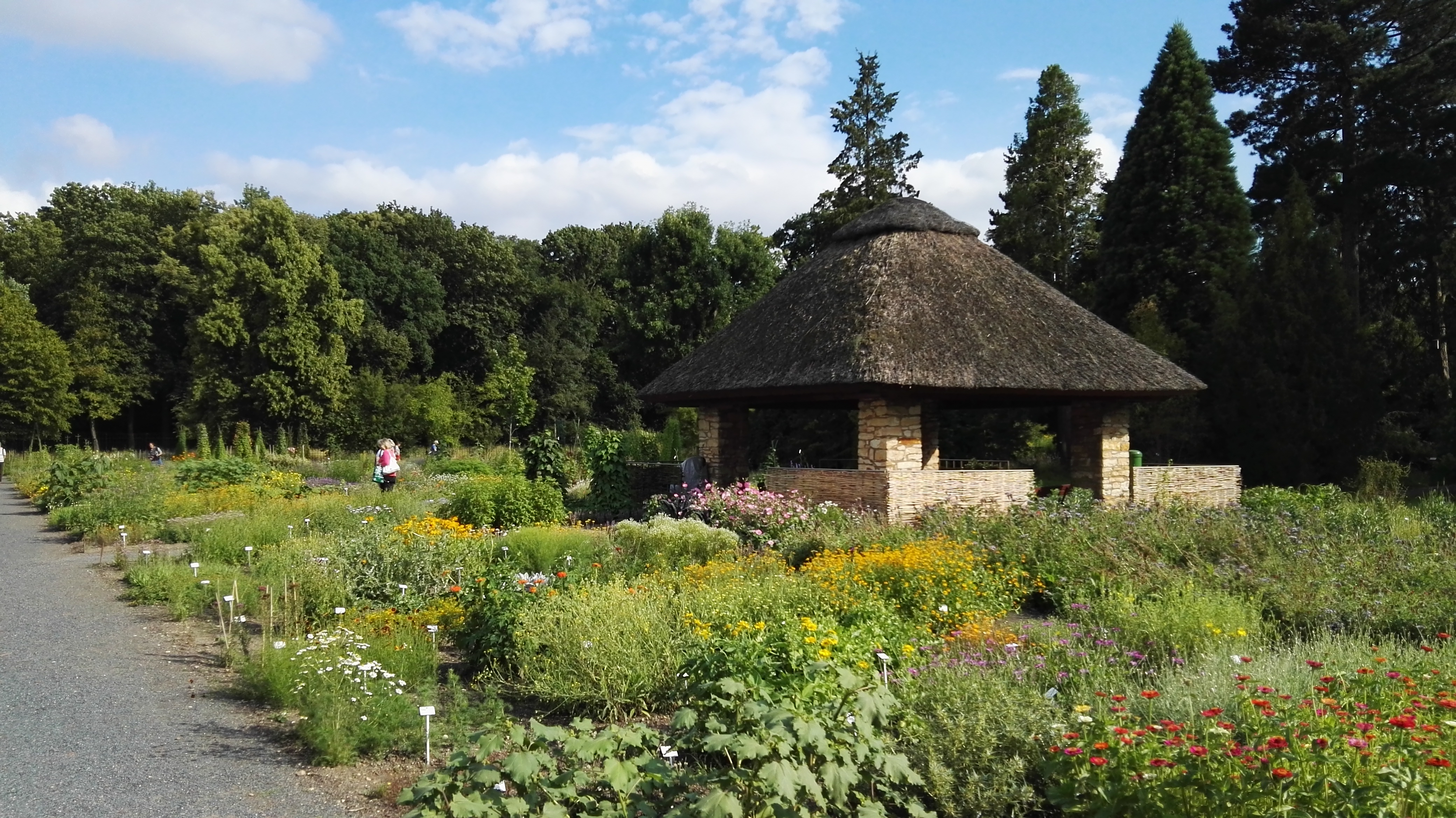
Sammlung einjähriger Sommerblumen